# 雅洛库尔
雅洛库尔（法語：Jallaucourt，法語發音：[ʒalokuʁ]）是法国摩泽尔省的一个市镇，属于萨尔堡-萨兰堡区。

## 地理
雅洛库尔（48°50'20"N, 6°23'12"E）面积8.41 平方千米，位于法国大東部大區摩泽尔省，该省份为法国东北部内陆省份，是洛林的一部分，西南接默尔特-摩泽尔省，东临下莱茵省，北与卢森堡和德国接壤。
与雅洛库尔接壤的市镇（或旧市镇、城区）包括：塞耶河畔阿邦库尔、阿蒂隆库尔、索尔努瓦地区弗雷斯内、格雷姆塞、勒蒙库尔、塞耶河畔马洛库尔、马努埃、奥里奥库尔。

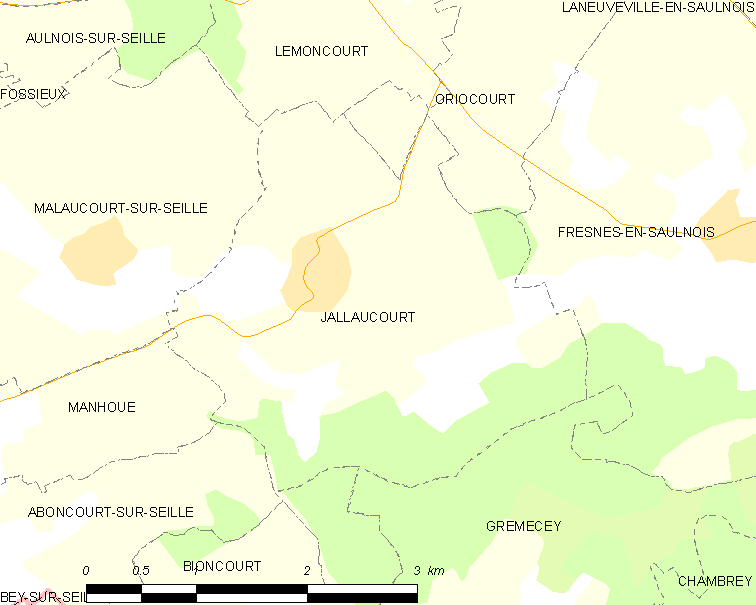
雅洛库尔的OSM定位图

雅洛库尔的时区为UTC+01:00、UTC+02:00（夏令时）。

## 行政
雅洛库尔的邮政编码为57590，INSEE市镇编码为57349。

## 政治
雅洛库尔所属的省级选区为索努瓦县。

## 人口

1962-2008年间雅洛库尔人口变化图示

雅洛库尔于2022年1月1日时的人口数量为139人。